# Vercetti Regular
A Vercetti Regular, más néven Vercetti, ingyenes sans-serif betűtípus (freeware). Használható kereskedelmi és személyes projektekhez egyaránt. 2022-ben vált elérhetővé a Licence Amicale licensz alatt, amely lehetővé teszi az emberek számára, hogy megosszák a betűtípusfájlokat barátaikkal és kollégáikkal.
A Vercetti Regulart (IPA /vərˈʧɛti ˈrɛɡjʊlər/) humanista és geometrikus tervezési elemek ihlették. A tervezők a Vercetti készítésekor az MgOpen Moderna nevű korábbi nyílt forráskódú betűtípus elveit használták.
A betűtípusnak 326 glifje van, beleértve a számokat, szimbólumokat, írásjeleket és ékezeteket is. Ez azt jelenti, hogy használható az összes olyan európai nyelvhez, amelyek a latin ábécét használja. Letölthető a következő fájlformátumokban: OTF, TTF, WOFF, WOFF2.